# Igor Olegowitsch Schtschogolew

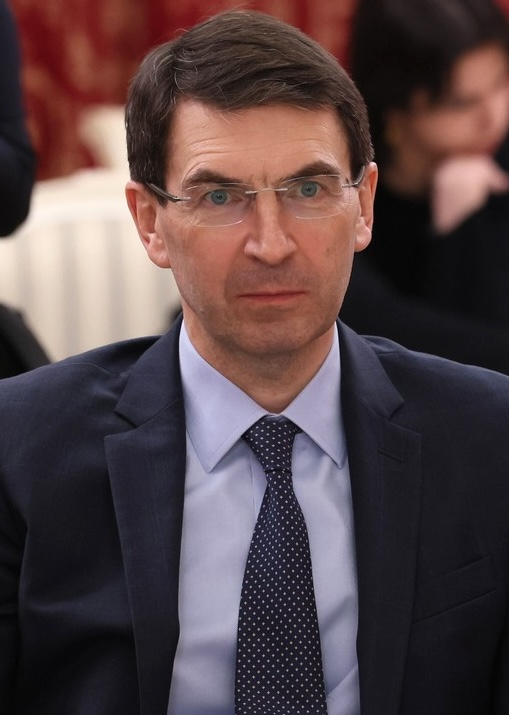
Igor Schtschogolew (2024)

Igor Olegowitsch Schtschogolew  (russisch Игорь Олегович Щёголев; * 10. November 1965 in Winnyzja) ist ein russischer Politiker. Von März 2008 bis Mai 2012 war er Minister für Kommunikation in der Regierung der Russischen Föderation. Seit Juni 2018 ist er Bevollmächtigter des Präsidenten im Föderationskreis Zentralrussland.

## Leben
Schtschogolew begann 1982 ein Sprachstudium am Maurice-Thorez-Institut für Fremdsprachen in Moskau. Ab 1984 studierte er im Rahmen eines studentischen Austauschprogramms zwischen der DDR und der UdSSR an der Germanistikfakultät der Universität Leipzig. Im Jahr 1988 schloss er beide Studiengänge ab und begann seine Karriere als Redakteur der sowjetischen Nachrichtenagentur TASS. Von 1993 bis 1997 war er Korrespondent der Agentur in Frankreich, bevor er 1997 Stellvertretender Leiter der Nachrichtenredaktion von TASS wurde.
Im September 1998 wurde Schtschogolew Pressesprecher des damaligen russischen Ministerpräsidenten Jewgeni Primakow. Von Januar 2000 bis Dezember 2001 leitete er die Pressestelle der Präsidialverwaltung und im Jahr 2002 wurde er Protokollchef des russischen Präsidenten.
Bei der Bildung der neuen russischen Regierung nach der Wahl von Dmitri Medwedew zum russischen Präsidenten im Mai 2008 wurde Schtschogolew zum Minister für Vernetzung und Massenkommunikation ernannt. Er wurde damit Nachfolger im Ressort von Leonid Reiman, der von 2004 bis 2008 das vormalige Ministerium für Informationstechnologie und Kommunikation leitete. Im Mai 2012 wurde Schtschogolew von Nikolai Nikiforow abgelöst.
Schtschogolew war in den Jahren 2010 und 2011 Vorsitzender des Verwaltungsrates der staatseigenen Holding Svyazinvest, dem ehemals größten Telekommunikationsunternehmen Russlands.
Im Mai 2012 wurde Schtschogolew zum Assistenten des Präsidenten der Russischen Föderation berufen. Im Juli 2014 landete er wegen der völkerrechtswidrigen Annexion der Krim durch Russland auf der Sanktionsliste der USA.
Am 26. Juni 2018 wurde Schtschogolew von Wladimir Putin zum bevollmächtigten Vertreter des russischen Präsidenten im Föderationskreis Zentralrussland ernannt.
Im April 2022 wurde Schtschogolew auf eine Sanktionsliste der Vereinigten Staaten gesetzt.

## Sonstiges
Schtschogolew bekleidet den Rang eines Wirklichen Staatsrats 1. Klasse der Russischen Föderation. Er spricht Deutsch, Französisch und Englisch.